# Паметник на Васил Левски (Монтана)
Паметникът на Васил Левски се намира до Централната градска градина в Монтана.
Идеята за създаване на паметник е от 1991 година, реализирането ѝ започва през 1997 година. Одобрен е проектът на скулптора Михаил Шапкарев и архитектът Славей Гълъбов. Паметникът е направен с помощта на събрани дарения от над 250 души в каменоделско ателие в село Каляне, община Мездра. На паметника Левски е изобразен на катедра. На нея са изписани имената на най-значимите събития и личности на духа и свободата от Северозападна България. Това са Руско-турската война от 1877 – 1878 година, четите на Христо Ботев, Панайот Хитов и Филип Тотю, Априлското въстание, комитетско дело, легии и чети, въстанието от 1850, Върбановата буна, Манчовата размирица, Поп Пунчо Граматик, Епископ Софроний, Чипровското въстание от 1688 г., въстанието на Константин и Фружин от 1404 г. Паметникът е открит през 2003 година. Водосвет отслужват местни отци, водени от видинския митрополит Дометиан.
Паметникът на Васил Левски в Монтана има „близнак“ в Буенос Айрес, който също е дело на скулптора Михаил Шапкарев.